# Кото де Каса (Калифорнија)
Кото де Каса (енгл. Coto de Caza) насељено је место без административног статуса у америчкој савезној држави Калифорнија.

## Демографија
По попису из 2010. године број становника је 14.866, што је 1.809 (13,9%) становника више него 2000. године.
| Група             | 2000.          | 2010.          |
| Белци             | 11.098 (85,0%) | 12.219 (82,2%) |
| Афроамериканци    | 96 (0,7%)      | 132 (0,9%)     |
| Азијати           | 674 (5,2%)     | 878 (5,9%)     |
| Хиспаноамериканци | 868 (6,6%)     | 1.170 (7,9%)   |
| Укупно            | 13.057         | 14.866         |